# Wekiwa Springs, Florida
Wekiwa Springs är en ort (CDP) i Seminole County, i delstaten Florida, USA. Enligt United States Census Bureau har orten en folkmängd på 21 998 invånare (2010) och en landarea på 22,2 km².